# 915
915 је била проста година.

## Догађаји
- Википедија:Непознат датум — Битка на Гариљану: Хришћанска лига, коју је лично предводио папа Јован X, опседа Гариљано (утврђени арапски логор у области Минтурно), који је блокиран са мора од стране византијске морнарице. После три месеца опсаде, измучени глађу, Сарацени одлучују да побегну из Гариљана и на било који начин пронађу пут назад на Сицилију. Хришћанске ловачке групе падају на Арапе који беже, и сви бивају заробљени и погубљени.
- јул – Мађари предвођени Золтом, јединим сином покојног великог кнеза Арпада, нападају Швабију, Франконију и Саксонију. Мале јединице продиру чак до Бремена, палећи град.
- Појава богумилства у Првом бугарском царству.
- Први поход Печенега на Кијевску Русију. Кнез Игор Рјурикович закључује мировни уговор са Печенезима.
- 3. децембар –  Папа Јован X крунише италијанског суверена Беренгара за цара Светог римског царства у Риму. Беренгар се враћа у северну Италију, где Фурланији прете Мађари.